# グアムの戦い (1944年)
1944年のグアムの戦い（グアムのたたかい、Battle of Guam）は、第二次世界大戦におけるマリアナ-パラオ戦役の戦いの一つ。サイパンの戦いに次ぐ死傷者を出した。
グアム島はマリアナ諸島中の島で、大戦開始前にはアメリカの統治下にあったが1941年12月10日に日本軍が占領した。
1943年2月にガダルカナルの戦いで日本軍を打ち破り、中部太平洋の日本勢力圏に圧力を強めるアメリカ軍を食い止める為、日本は1943年9月30日の最高戦争指導会議で裁可された「今後採ルヘキ戦争指導ノ大綱」に「確保スヘキ要域」として絶対国防圏を定めたが、アメリカ軍は、ギルバート・マーシャル諸島の戦いで中部太平洋の日本勢力下の各島を飛び石作戦で攻略し、じりじりと日本本土に迫ってきていた。その為、サイパン・グアム・テニアンのマリアナ諸島が絶対国防圏の最前線として注目されることとなり、日本軍は戦力増強を急いだ。
最重要拠点は戦前から日本の委任統治領で、多くの日本人が暮らし、中部太平洋を管轄していた第31軍司令部が置かれたサイパン島であったが、グアム島もそれに次ぐ重要拠点として戦力強化が図られた（詳細は#日本軍の戦略を参照）。
アメリカ軍にとってもマリアナ諸島は開発が進んでいた戦略爆撃機B-29の理想的な基地になり得ること、また将来的に台湾・沖縄を攻略し、中国大陸や日本本土に侵攻する為の前進基地にもなることなどで戦略的な価値が極めて高く重点目標とされていた。
太平洋方面のアメリカ軍総司令官の太平洋艦隊司令チェスター・ニミッツは、マリアナ諸島攻略の為に、高速空母艦隊を中心とした大艦隊と、海兵隊を主力とした水陸両用軍団の大部隊を空前の規模で遠征させてきた。
日本軍も再建した機動部隊第一機動艦隊や基地航空隊等の戦力で迎撃したが、マリアナ沖海戦の敗北により、アメリカ軍のマリアナ諸島への上陸を阻止することができずに、サイパンに続き、グアムとテニアンにもアメリカ軍が上陸し守備隊との間で激しい戦闘が繰り広げられる事となった。

## 両軍の戦略

### 日本軍の戦略

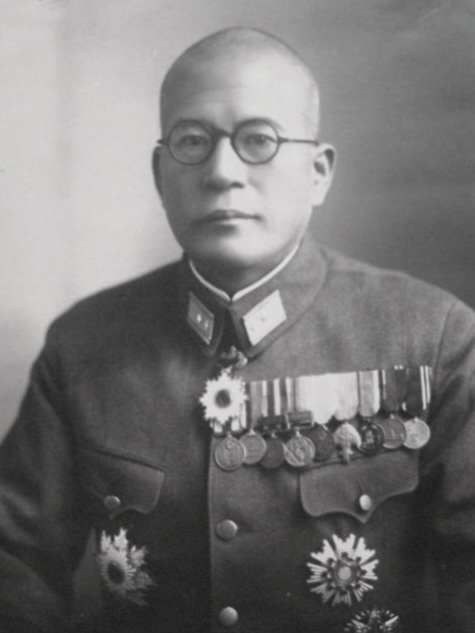
第31軍司令官小畑英良中将

日本軍は開戦間もなくグアム島を陸海軍共同作戦で攻略した。攻略後にグアム島を日本名大宮島と名づけ、グアム島攻略時の海軍陸戦隊隊長であった林弘中佐を司令として、第5根拠地隊の隷下に第54警備隊を編成した。第54警備隊はアガナ（日本名　明石）市に司令部を設置し、グアムの防衛と警備を担うこととなった。
だが、昭和18年後期頃より中部太平洋方面での戦局が緊迫の度を増すに連れて、グアム島を含むマリアナ諸島が絶対国防圏の一角として戦略的な価値が増大し、グアム島も海軍の警備隊だけでは戦力不足であるため、マリアナ防衛線の重要な拠点として戦力の強化が図られることになった。
昭和19年1月にグアム島防衛強化の為に、満洲の第29師団（高品彪師団長）がグアムに派遣されることとなり、3月にグアムに到着した。しかし第29師団の歩兵第18連隊と師団直轄部隊の一部が乗船した輸送船の崎戸丸が、沖大東島南方200kmでアメリカの潜水艦トラウトの雷撃で撃沈された。トラウトはその後に護衛の駆逐艦朝霜に撃沈された。歩兵第18連隊は連隊長を含む1,657名が海没し壊滅状態に陥ったため、一旦サイパン島に上陸し、再編成後にグアムに配置された。
その後も、独立混成第48旅団（重松潔旅団長）、独立混成第10連隊（片岡一郎連隊長）、戦車第9連隊の第1、第2中隊、その他野戦高射砲大隊や海軍部隊など順次増強が行われた。
独立混成第48旅団と独立混成第10連隊は第29師団同様に関東軍からの転用であったが、いずれも精鋭師団である第1師団と第11師団から抽出された部隊で編成されており、北満国境の虎林・孫呉の最前線に駐屯していた最精鋭部隊であった。
日本軍の戦略は、昭和18年10月に大本営より対上陸戦闘の指針とされた「島嶼守備隊戦闘教令」にて示された「洋上撃破・水際撃滅」が根本思想であり、グアムの防衛もその根本思想に沿って計画された。
第31軍の作戦方針の主なものは以下の通りであった。
- 事前の艦砲射撃・空爆に対しては我が配備や企画の秘匿に務め、この間守備隊は陣地や兵力の温存・補修に務める
- 水際の第一線陣地は海岸付近の堅固な地形を利用し陣地を構築し、敵の上陸部隊に対しては、主兵力を上陸用舟艇に指向し、水中・水際障害物と陸岸の間で撃滅する
- 砲兵・重火器は、水上と水際での火力発揚を主眼として、その主火力をハガニア湾（日本名　明石湾）に向ける。大口径の海岸砲台は沖合の輸送船や大型上陸用舟艇を射撃できる様に海岸台上の砲座に配置する
- 攻撃部隊が上陸してきたら、海岸線と背後の山地帯に構築した逆襲陣地を利用して、機を見て反撃に転じ水際撃滅を図る
- 戦車は明石湾方面への反撃戦力とする
- 陸軍部隊は第一線部隊とし、海軍諸部隊（陸戦隊を除く）は状況により予備隊として運用する。

グアム島の海岸は断崖が多く、大部隊が上陸できる海岸は限られており、日本軍はアメリカ軍の上陸地点をアデラップ岬（日本軍呼称 見晴岬）以東ハガニア湾（明石湾）を中心としたアガット湾（昭和湾）正面と予想して部隊配置し陣地構築を行った。
それで、第31軍の作戦方針に沿った陣地の構築要領として、第29師団司令部より以下が徹底された。
- 第一次に構築すべき野戦陣地は敵の上陸企画を水際で一挙に敵を撃滅できる様にし、一部上陸されたら直ちに水面にて反撃し殲滅できる編成
- 敵の艦砲射撃に中核陣地を破壊されないような編成
- 多数の予備陣地及び偽陣地を構築し、上空や海上から遮蔽する

以上の様に、「洋上撃破・水際撃滅」を基本とした、作戦と陣地構築であったが、ソロモン諸島の戦いやギルバート・マーシャル諸島の戦いの戦訓を検証し、艦砲射撃や空爆に対する対策も指示されている。
しかし、マリアナ諸島でのアメリカ軍の艦砲射撃や空爆は、日本軍の想定以上に強化されていた為、以前の戦訓による対策では全く不十分であることを後日痛感させられる事となった。
陣地構築は、資材（特にセメント）の不足により、なかなか進まなかったが、自然の洞窟も活用して、全島で300箇所の機関銃座、セメントの代わりに石灰岩や木材も使った砲掩体も70箇所完成させた。また上陸障害物として椰子の木と鉄線や金網を利用した障害物や、対人用障害物の鹿砦や対舟艇用の拒馬など700個を海岸線に設置した。
また、第29師団司令部はグアム進駐と同時に在留邦人の内地帰還を企画し、邦人らの意向を確認したところ、アメリカ統治下より居住していた邦人以外は内地への帰還を希望した為、婦女子から優先して、内地行きの輸送船に50名ずつ乗船させたが、2回目が終わったところでアメリカ軍の潜水艦の跳梁により送還不可能となり、150名（男100名　女50名）がグアム島に残され、戦闘に巻き込まれる事となった。
航空戦力の整備については、グアムにはアメリカ統治中に飛行場はなかった為に占領後に海軍により設営が開始され、昭和19年2月にグアム第一飛行場が完成した。また、「あ」号作戦に伴うマリアナでの航空戦力増強策の一環として、第2飛行場も間もなく着工され4月には完成している。更に第4飛行場まで計画されていたが完成しなかった。
航空戦力の配備も進み、昭和19年6月には、61航戦 263空 零戦4機 521空 銀河40機 22航戦 202空 零戦8機 755空 一式陸上攻撃機12機がグアムに配備された。
サイパン島上陸に先立ち、アメリカ軍の機動部隊の艦載機が、マリアナ各島の航空基地を爆撃、グアムにも6月11日に延べ139機が来襲し、521空の銀河はトラック島やフィリピンに分散され14〜15機しか残っていなかった為、この日でほぼ全機撃破された。一方で基地航空隊の迎撃で7機を撃墜するも零戦4機を失った。
残った755空の陸航隊も、機動部隊に対し3度に渡って出撃し雷撃を仕掛けるも戦果なく壊滅、零戦も12日の空襲への迎撃で14機中13機が未帰還となり、グアムの航空戦力は、アメリカ軍の上陸を待たずに全滅した。
やがてアメリカ軍がサイパン島に上陸してきたが、その際中部太平洋を管轄していた第31軍の司令官・小畑英良中将はパラオへ出張中で、サイパン島へ帰ることができず、やむなくグアムに上陸し指揮をとっていた。
サイパン島の玉砕により第31軍司令部が壊滅すると、第31軍司令部はグアムで再編成され、サイパンで戦死した井桁敬治参謀長の後任として、中部太平洋方面艦隊参謀副長として海軍との調整役に当たっていた田村義冨少将が任命された。
その後グアムに対する上陸作戦がアメリカ軍の諸事情（詳細は#アメリカ軍の戦略を参照）により、サイパン島上陸から1ヶ月以上ずれ込んだため、サイパンの戦いで水際撃滅で海岸線に配置していた部隊や陣地が、アメリカ軍の激しい艦砲射撃で大きな損害を被った事がグアム守備隊にも伝わり、日本軍は海岸陣地に偽陣地を多数設置しアメリカ軍を欺瞞する事や、歩兵の砲爆撃による損害を減らすため、歩兵陣地を縦深配置とするなどの陣地改良を行う事ができ、上陸前日までの砲爆撃による人的損害を100名以下に抑えることに成功している。

### アメリカ軍の戦略

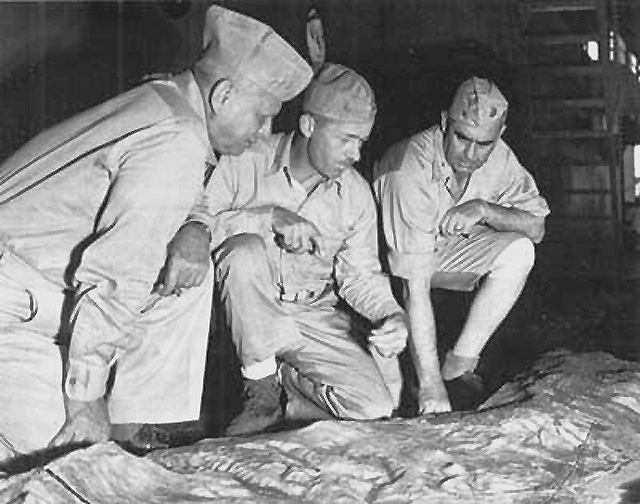
グアム島の立体地図を見ながら作戦協議をするロイ・ガイガー少将ら第3海兵水陸両用部隊司令部

アメリカ軍のグアム奪還作戦はマリアナ攻略作戦の一環として計画され、「スチーブドア作戦」と名付けられていた。
当初の計画では、レイモンド・スプルーアンス提督が率いる、マリアナ諸島攻略部隊の合計600隻の艦船と127,000名の上陸部隊は、6月15日に第2海兵師団 と第4海兵師団と陸軍第27歩兵師団でサイパン島に上陸、そしてサイパンを攻略後にテニアン島に転戦する。サイパンと並行して第1海兵師団と第2海兵師団 の一部が、6月18日にグアム島に上陸する計画であった。
その後グアム攻略はロイ・ガイガー少将率いる第3海兵水陸両用部隊の担当となり、第3海兵師団がアデラップ岬とアグトア付近海岸に、また第1臨時海兵旅団と第3軍団砲兵部隊がアガット町とパンギ岬に、同時に二か所からの上陸作戦を行う計画を立てた。
長らく軍が駐屯していた割には、グアム島の地形について詳細な資料がアメリカ国内になく、アメリカ軍はグアムに過去駐在していた軍人やアメリカ勢力下にいた島民（チャモロ人）から情報収集を行っている。また昭和19年4月末からは飛行機や潜水艦による写真偵察を強化し、正確な地図や石膏やゴム製の模型図まで作製し、作戦活用している。
第3海兵水陸両用部隊はこれらの情報に基づき、ガダルカナル島のエスペランス岬にて徹底した上陸訓練を行なった。その訓練では、各種舟艇による海岸への接近や、歩兵・戦車の共同作戦などの様々な研究もなされ、アメリカ軍は準備万端でグアム上陸作戦に臨むこととなった。
前述の通り、当初の予定ではサイパン島上陸の3日後の6月18日がグアム島上陸予定日であったが、第一機動艦隊の出撃を知ったレイモンド・スプルーアンス提督が日本艦隊迎撃の為に上陸予定を一旦延期した。マリアナ沖海戦により日本艦隊の脅威は無くなったが、次はサイパン島の戦況により、予備師団であった陸軍第27歩兵師団をサイパンに投入せざるを得なくなり、代わりに第3海兵水陸両用部隊を予備兵力に回したことにより、再度上陸予定が延期になった。
サイパンの戦況が落ち着いた6月29日に、アメリカ軍の南方攻撃部隊司令部の指揮官や幕僚がサイパンに集まり、グアムの状況について検証した結果、偵察写真や捕虜尋問等により、グアムがサイパンよりは強固に防御されているものと判断した。さらにサイパンでのアメリカ軍の死傷者が最終的に14,111名となったが、これは上陸した全兵力の20%にも上り、タラワの戦いに匹敵する死傷率となってしまった。日本軍の頑強な抵抗とその持続力を認識させられた司令部は、兵力増強が不可欠という結論に達し、そこで海兵隊に加えて、マリアナ攻略作戦の予備兵力としてハワイに待機していた陸軍第77歩兵師団を、グアム戦の予備戦力として補強し、その内一個連隊戦闘団を、海兵隊と共に上陸作戦に参加させることとし、上陸戦力の増強を図っている。その上でスプルーアンス提督は7月21日を上陸日とすることに決定した。

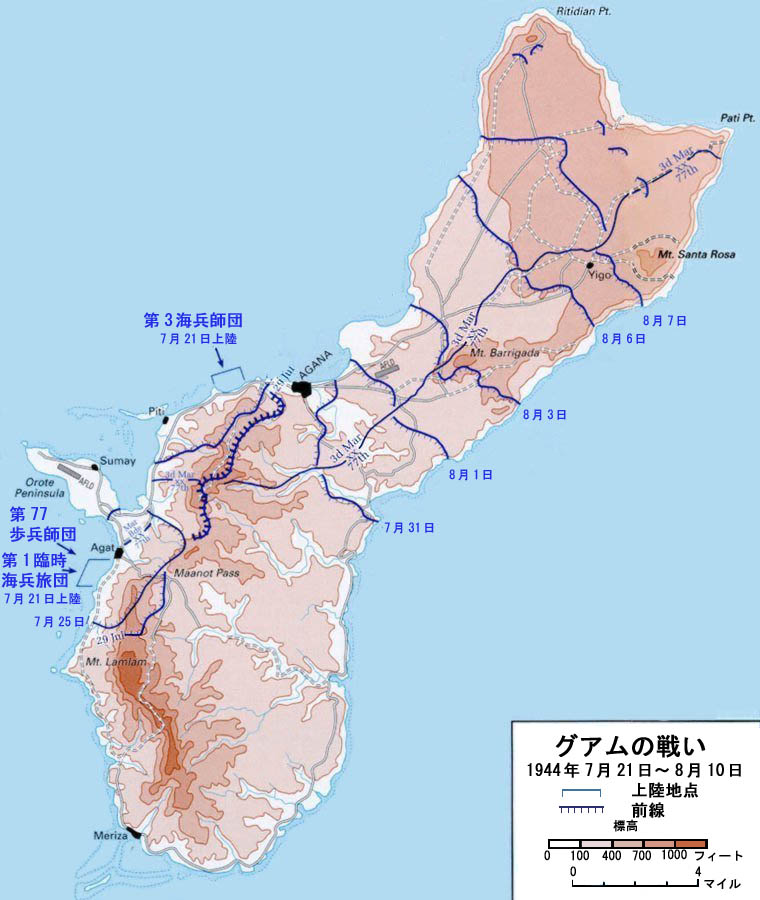
アメリカ軍の上陸地点とその後の最前線の推移

## 戦闘の経過
マリアナ沖海戦の勝利により制空・制海権を確保していたアメリカ軍は、上陸に先立ってグアム島に徹底した艦砲射撃と空爆を加えた。上陸を支援する艦船は合計で274隻を数え、7月8日から20日までに撃ち込まれた艦砲は16インチ砲836発、14インチ砲5,422発、8インチ砲3,862発、6インチ砲2,430発、5インチ砲16,214発、合計28,764発に達した。また、空爆に参加した空母は合計13隻、空爆は7月18日から上陸前日の20日まで延べ4,283機により1,310トンの爆弾が投下されている。

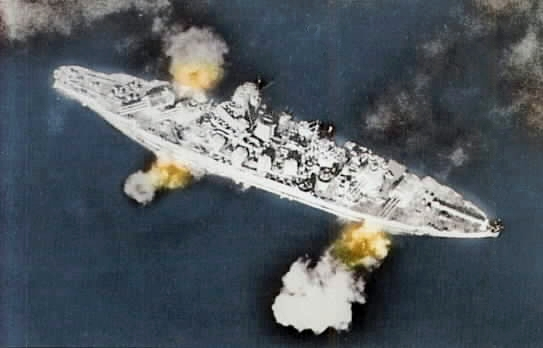
グアム島に艦砲射撃を加える戦艦ペンシルベニア

この激しい砲爆撃で、海岸のヤシの木は全て焼けただれ、見渡す限りの建物は全て破壊された。サイパンからの情報も活かし、相応の砲爆撃対策を行っていたが、上陸援護のアメリカ軍の砲爆撃は、日本軍の想定を遙かに超えており、サイパン同様に海岸線に構築された陣地の多くが破壊され、後方に作られた露天砲台も破壊された。しかし密林内、洞窟陣地内、多くのトーチカ、海岸より4km以上離れた場所に設置された野砲は破壊を逃れる事ができ、反撃の大きな戦力となった。
アメリカ軍は、これだけの砲爆撃を加えたにもかかわらず日本軍に反撃できる能力が残っている事に驚き、
- 50cmの厚さを持つ永久トーチカは艦砲の直撃で半壊できるが、至近弾では破壊できない。
- 1mの厚さを持つ永久トーチカは艦砲では破壊できない。
- 谷やジャングル内の目標や距離が5,000ヤードを超えると艦砲の効果が低下する

など分析し、グアム戦では90分であった上陸前の支援射撃を、沖縄戦の際は4時間延長して、効力不足を補うように対策している。
アメリカ軍は、支援部隊が砲爆撃している間に日本軍が苦心して作り上げた上陸障害物を工兵が次々と爆破して行った。爆破して除去した障害物は合計で940個にも上った。

### アサン海岸（朝井海岸）への上陸

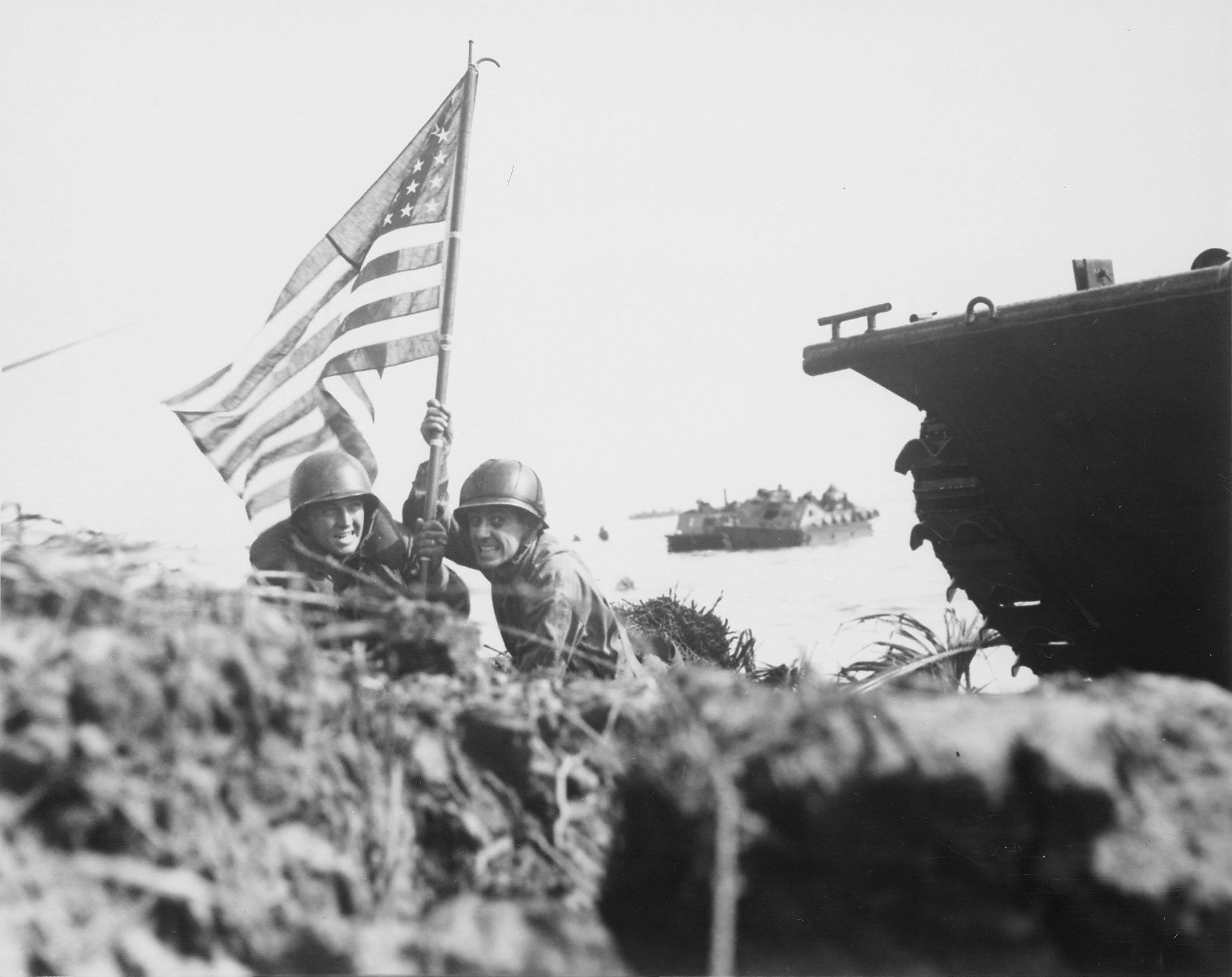
上陸の8分後に星条旗を立てる海兵隊

7月21日7時に、激しい艦砲射撃と空爆に支援された上陸部隊が海岸に向け殺到した。第3海兵師団が上陸を目指したアデラップ岬とアサン岬に挟まれた全長2kmほどのアサン海岸には、独立混成第48旅団の第1大隊が守備を担当しており、上陸部隊が海岸に接近すると山砲と速射砲で砲撃を加えた、またフォンテヒル（日本軍呼称　本田台）に配備されていた第10連隊砲兵大隊も砲撃を開始し、LVT数十両を撃破したが、艦砲射撃と空爆による激しい集中砲火を浴び、次第に砲兵陣地は沈黙していった。その後に上陸してきたアメリカ軍に対し、第48旅団の第1大隊は中村大隊長自ら手榴弾を手にして白兵戦を展開するも、圧倒的な火力のアメリカ軍相手に死傷者が続出した。また、中村大隊に配属されていた旅団の工兵隊も、隊長の三宅大尉自ら爆薬を抱いて戦車に体当たり攻撃をかけ、下士官は戦車に取り付いて、ハッチから手榴弾を投げ込もうとするなど、隊員全員が激しい肉弾攻撃を行い文字通り全滅している。
アサン海岸上陸作戦については日本軍の激しい抵抗に第3海兵師団もかなりの苦戦を強いられており、砂浜で多くの死傷者を出している。片足に重傷を負いながら分隊を指揮し、他の負傷した分隊の兵士らと一晩の間、自らで掘ったたこつぼ壕で日本軍の攻撃に耐えて生還したルーサー・スキャッグス・ジュニア上等兵はアメリカ軍の最高勲章であるメダル・オブ・オナーを受け取っている（グアム戦でメダル・オブ・オナーを受賞したのは4名）。
上陸作戦で第3海兵水陸両用部隊は47両のLVTを日本軍の攻撃で撃破され、3両が機雷で撃破されている。また、上陸初日にアメリカ軍は1,047名の死傷者を出したが、その内102名はLVTの乗組員であった。
第3海兵師団は、海岸線の日本軍抵抗を排除しながら内陸部に進んだが、砂浜からわずか200m離れた、パラソル台、砲台山、チョニト断崖、日向台、駿河台といった多くの洞窟が存在する標高200m程度の小高い山地地帯で進撃が停止した。日本軍はここに無数の後方縦深陣地を構築し、アメリカ軍を待ち構えていた。
第18連隊第3大隊（行岡大隊長）は海岸線の戦闘で大半の戦力を失っていたが、掌握していた一個中隊と重機関銃と迫撃砲で日向台上に布陣し、匍匐前進で進んできたアメリカ兵に山上から集中射撃を加えている。日本軍からは真下に見下ろすような位置関係であったため、射撃は非常に正確であり、アメリカ兵はまともに反撃もできずバタバタと斃され、多くの死傷者を放置したまま、艦砲射撃の支援を受けながら撤退していった。
アメリカ軍は縦深陣地攻略に手間取り、日本軍の地の利を得た頑強な抵抗により一進一退の攻防が続いた。日本軍は縦深陣地より出撃し、海兵隊に激しい夜襲を繰り返した。21日から22日にかけて第48旅団の2個大隊と独立混成第10連隊の2個大隊がアメリカ軍橋頭堡に対し夜襲をしかけ、一部はアメリカ軍陣地を突破したが、アメリカ軍の強力な火力の前に死傷者が続出し、橋頭堡撃滅には至らないまま壊滅状態に陥っている。アメリカ軍の夜襲対策が強化されているため、防御の利を捨て敵陣に突撃する事はいたずらに損害を増やすだけの結果となったが、この教訓は後に島嶼防衛に活かされることとなった。
一方で日中は縦深陣地で防衛する立場となった日本軍は、パラソル台で師団直轄の歩兵第38連隊第9中隊（石井中隊長）が巧みな作戦指揮で21日以降に何度もアメリカ軍を撃退していた。石井中隊長は他の部隊のように陣地よりの出撃しないように部下に徹底し、アメリカ軍が目前に近付くと効果的で正確な射撃と手榴弾投擲を加えた。中隊30名戦死に対して、アメリカ軍300名以上の損害を与えていた。
他に夜襲失敗で大損害を被っていた独立混成第10連隊の残存兵力も、パラソル台や本田台に陣取り、防衛戦と小規模な挺身斬り込みを行い、アメリカ軍を足止めした。この地域でのアメリカ軍の損害も大きく、バンドシュー山（日本軍呼称 パラソル台）を攻撃していたアメリカ第3海兵連隊は21日と22日の2日で615名を失い、連隊長が師団長に「手元に160名の戦力しか残っていない」と報告している。

### アガット湾（昭和湾）への上陸

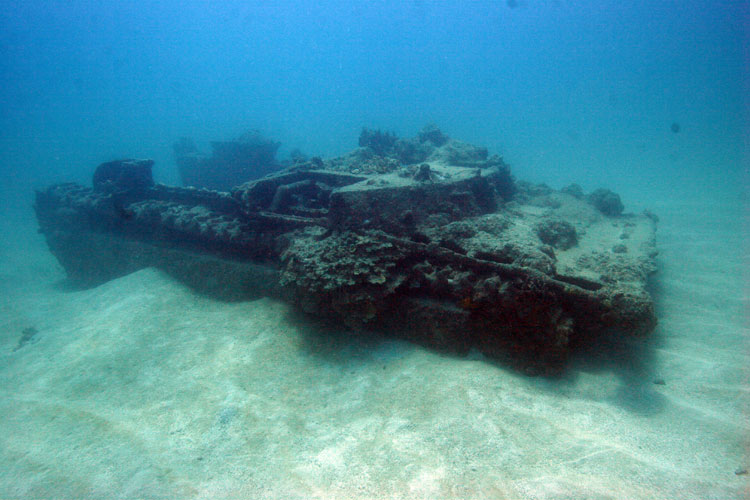
今もグアムの海底に沈んでいるアメリカ軍のLVT

アガット湾には第1臨時海兵旅団の2個海兵連隊と砲兵隊が接近してきた。この地を守るのは第38連隊第1大隊の約1,000名であったが、アサン湾での上陸作戦同様に、上陸支援の激しい艦砲射撃と空爆が加えられた。それでも第1大隊は海岸を目指してきた300隻の上陸用舟艇に山砲・速射砲で砲撃を集中し十数隻の上陸用舟艇を撃破した。
しかし、沖合3,000mの至近距離に配置されていた戦艦2隻、巡洋艦3隻を主軸とする支援部隊が、砲撃した日本軍の砲兵陣地の場所を割り出し、正確な艦砲射撃を加えてきた。戦艦の巨弾に対し歩兵・野砲は無力であり、大隊の砲兵はたちまちの内に沈黙した。その後にアメリカ軍は戦車の支援の下で上陸し、大原大隊長率いる第1中隊に攻撃をしかけてきたが、大原大隊長は軍刀を片手に陣頭指揮するも戦死した。その後大隊は壊滅状態に陥り、北方を守る第2大隊に残存兵力が合流した。
同日には、海岸線で第1大隊を壊滅させたアメリカ軍は、オロテ半島とアプラ方面を守備していた第2大隊にも迫り、第2大隊は一部で速射砲や山砲によりアメリカ軍を撃退したが、損害甚大で夕刻までには主要な火器はほとんど破壊され、死傷率は80%にも達した。

負傷して輸血されるアメリカ軍海兵隊員

大損害を被った第29師団第38連隊の連隊長末長大佐は、もはや防衛戦による上陸阻止は困難であると判断し、残存戦力による夜襲を決心した。夜襲は第38連隊の残存兵力を結集して行なう事としたが、（ただし第2大隊は連絡網が遮断され、連絡が取れなかった為不参加）但しこの夜襲は末長連隊長の独断作戦であり、直属の第29師団を初め上層部には何の相談もなされていなかった。連隊長は総攻撃決定後に第29師団司令部に連絡したが、高品師団長からは、残存戦力を速やかに結集の上で背後の天上山縦深陣地に撤退し持久戦行い、師団主力の支援を行うようにと攻撃を中止するように指示があったが、末長連隊長は「既に戦術も戦力もない。これ以上生きるのも無駄であろう、自分の希望を貫徹させてくれ」と師団長に懇願し翻意しなかった。
アメリカ軍は日本軍の夜襲対策として、これまでの経験則より夜は照明弾を絶え間なく打ち上げ、日本軍の夜襲が容易に接近できないような対策を講じていた。そのような状況下で強引に突撃した第38連隊は、アメリカ軍の集中砲火を浴び死傷者が続出した。最大の攻撃は第3大隊による橋頭堡に対する攻撃で、日本軍は、戦車第9連隊の95式軽戦車5両を先頭に突撃してきた。M4中戦車やバズーカの集中砲火で戦車は全滅したが、第3大隊長長縄大尉は率先先頭に立って21時には第一線陣地を突破、22時には第二線の重火器陣地も撃破、その後4時には奥深くのアメリカ軍上陸点の船着場の陣地まで達したが、そこで大隊長・中隊長などが次々と斃れ、残存兵力は夜明けとともに撤退した。
また、一部の部隊は第4海兵連隊の防衛線を突破し砲兵陣地まで突入した。その激しい戦いでアメリカ軍も死傷者が続出し、ある小隊は兵員が4名にまで減少している。
また、北方より上陸した第22海兵連隊方面でも小部隊による日本軍の夜襲が断続的に続けられ、アメリカ軍は69名の戦死者を出したが、日本軍遺棄死体は390名を数えた。末長連隊長は部隊先頭に立って攻撃部隊を指揮してきたが、海軍砲台の小高い丘の上で銃撃を浴びて戦死した。この夜襲失敗により第38連隊は壊滅し、第29師団はアメリカ軍上陸初日に主力が壊滅することになってしまった。
連絡が取れずに総攻撃に参加しなかった第2大隊（奥城大隊長）はオロテ半島を根拠地として海軍部隊と須磨第一飛行場を防衛する事としていたが、早速翌日の22日にはアメリカ軍が戦車を伴って攻撃してきた。第2大隊は海軍部隊や野戦高射砲第52大隊と協力し、肉弾攻撃と対戦車地雷で戦車5両を撃破し100名死傷などの損害を与えてこれを撃退した。
この夜に第29師団の戦闘指令所は、艦砲射撃を避ける為に後方の的野高地に移動。軍参謀長田村少将は、この2日間の戦いを顧みて島嶼防衛の戦訓を参謀次長宛に報告しているが、これが後に日本軍の島嶼防衛戦術改善に寄与することをなった。また、第31軍司令小畑英良中将は自ら連合艦隊に「願わくば、この間の事情を諒察せられ成り行きにのみ委ねることなく何らかの有効適切な措置を講ぜられん事を敢えて具申す」と何らかの救援策を要請しているが、マリアナ沖海戦で大敗した連合艦隊に既にその力はなかった。

### 日本軍総攻撃

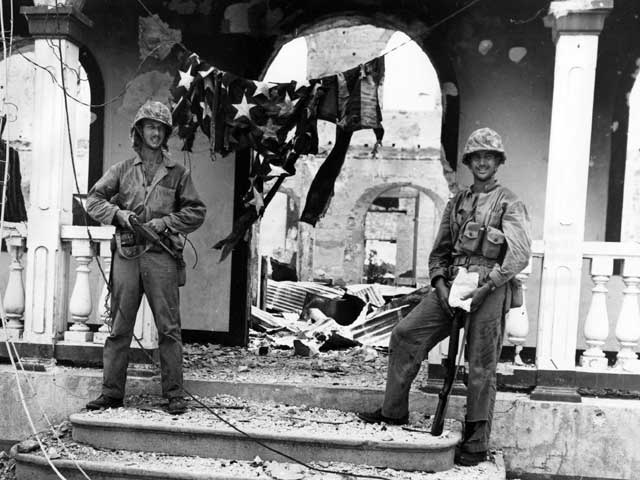
聖母マリア大聖堂の廃墟の前で記念撮影する第3海兵師団の兵士。現存する大聖堂は1958年に再建されたもの。

アデラップ方面の歩兵第18連隊守る山地地域でも、相変わらずパラソル台と本田台は健闘していたが駿河台と日向台は突破されており、アメリカ軍は奥深くまで侵攻していた。日本軍のこの2日間での損害があまりに大きく、特に各部隊の指揮官の死傷率が高く70%の指揮官が死傷していると推定され、実際の兵員の損失以上に戦力の低下が著しかった。また、火砲も90%が破壊されている上に爆薬も底を突いており、敵戦車に対抗する手段もなくなりつつあった。
以上の状況を踏まえて下記の二案が提議された。
1、師団の全力をマンガン山に集結しアデラップ岬に向かって突撃し玉砕覚悟の最終決戦を挑む。
2、グアム島の北東部の密林地帯に撤退し、持久戦を行う。
会議は紛糾したが、結局持久戦をおこなってもアメリカ軍のグアム島利用を止めることはできず、また日本軍らしい最後を飾ろうという意見に傾き、第31軍司令官小畑英良中将は7月24日に残存戦力による総攻撃を決意、25日未明の総攻撃を命令し、大本営に決別の電文を打電した。
その間もアメリカ軍の激しい攻撃は続き、日本軍が集結しているマンガン山に向かって戦車を伴った進撃をしてきたが、パラソル台でアメリカ軍に痛撃を与えてきた石井中隊の対戦車肉弾攻撃や、残存野砲による直接照準の水平射撃で戦車数両を撃破した。苦戦が続くグアム戦で連日に渡る勇戦敢闘を続けた石井中隊に対して、戦史叢書は「まさに国軍の真価を如実にしめした。」賞賛している。後に中隊長の石井中尉には小畑軍司令官より感状が授与されている。
日没と共に日本軍の総攻撃が開始された。マンガン山から出撃した日本軍はアサン海岸に向けてまっしぐらに白兵突撃を行った。
独立第10連隊長や、序盤でアメリカ軍に痛撃を与えた第18連隊第3大隊の行岡大隊長も率先し陣頭に立って突撃、突撃の前面にあった海兵第21連隊は、各所で日本軍の激しい白兵突撃に前線を突破され、海兵第21連隊第3大隊長は指揮所を占領され機密が漏れるのを恐れて、暗号機を土中に埋めている。また日本軍は物資集積所や野戦病院にも突入し、野戦病院では軍医やコックまでが手伝って負傷兵を連れて慌てて退却している。また、海兵第9連隊第2大隊は7度にも渡って日本軍の突撃を受けて、950名の日本軍をたおしたが、戦力が50%にまで落ち込んだ。
後の25代海兵隊総司令となったロバート.E.クッシュマン（当時中佐、後に大将）の大隊は白兵突撃してくる日本軍相手に、激しい戦闘を繰り広げ600名の日本兵を斃したが、クッシュマンの大隊も62名の戦死者と179名負傷者を出した。クッシュマンはこの戦闘の指揮で海兵隊の最高勲章である海軍十字章を受賞している。
また、クッシュマンの次の26代海兵隊総司令となったルイ·ヒュー·ウィルソンジュニア（当時大尉　後に大将）も日本軍の激しい攻撃に5時間の間に3度も負傷しながら、ライフル中隊を巧みに指揮し10時間に渡り日本軍の総攻撃から陣地を守り切ってメダル・オブ・オナーを受賞した。
以上の様に日本軍の総攻撃はアメリカ軍に打撃は与えたが、火砲も少なく弾薬も尽きた白兵戦突撃だけでは死傷者が増大するばかりであり、独立第10連隊長も行岡大隊長も壮烈な戦死を遂げ、25日中には総攻撃の勢いは減衰し、26日日中にほぼ終息した。
総攻撃には、グアムから疎開が遅れた一般邦人男子数十名も志願の上で抜刀隊を編成し軍と運命を共にしている。
21日から25日にかけて、オロテ半島と第一飛行場を海軍陸戦隊や戦車9連隊第1中隊と協力し死守してきた第38連隊第2大隊であったが、激しい戦闘により、海軍諸部隊も含めた残存兵力が2,500名まで減少していた。一方で、アメリカ軍は攻めあぐねていたオロテ半島に対し、予備兵力であった第77歩兵師団の主力までを戦場に一気に注ぎ込み、第1臨時海兵旅団を主力に全力で半島最深部まで侵攻してきたため、奥城大隊長と須磨（オロテ）地区海軍陸戦隊楠本司令は、軍主力に呼応しての総攻撃を決意した。第2大隊と海軍陸戦隊は、25日夜より降り出した豪雨を利用して夜襲をかけたが、アメリカ軍は0時からのわずか2時間の間に26,000発の砲弾を日本軍に浴びせた。一方日本軍は武器弾薬も尽き、一部の兵員は熊手や杖や野球バットまで武器代わりに持って突撃した。部隊はアメリカ軍陣地に突入するも、激しい集中砲火に奥城大隊長は重傷を負い自決し、突撃部隊も26日4時には壊滅した。楠本司令も残存部隊を率いて突撃を敢行し27日に戦死した。
その後、1941年に日本軍に占領されたオロテ半島の旧アメリカ軍海兵隊宿舎を28日に奪還、29日には半島全体を占領し同日にレイモンド・スプルーアンス大将やホーランド・スミス中将らアメリカ軍指揮官らが立ち合いの元で国旗掲揚式が行われた。アメリカ軍からすれば3年越しのリベンジを果たした事となった。このオロテ半島を巡る攻防戦で日本軍は残存の2,500名のほとんどが戦死したが、アメリカ軍は戦死・行方不明153名、負傷者721名であった。

### 日本軍の壊滅と掃討戦

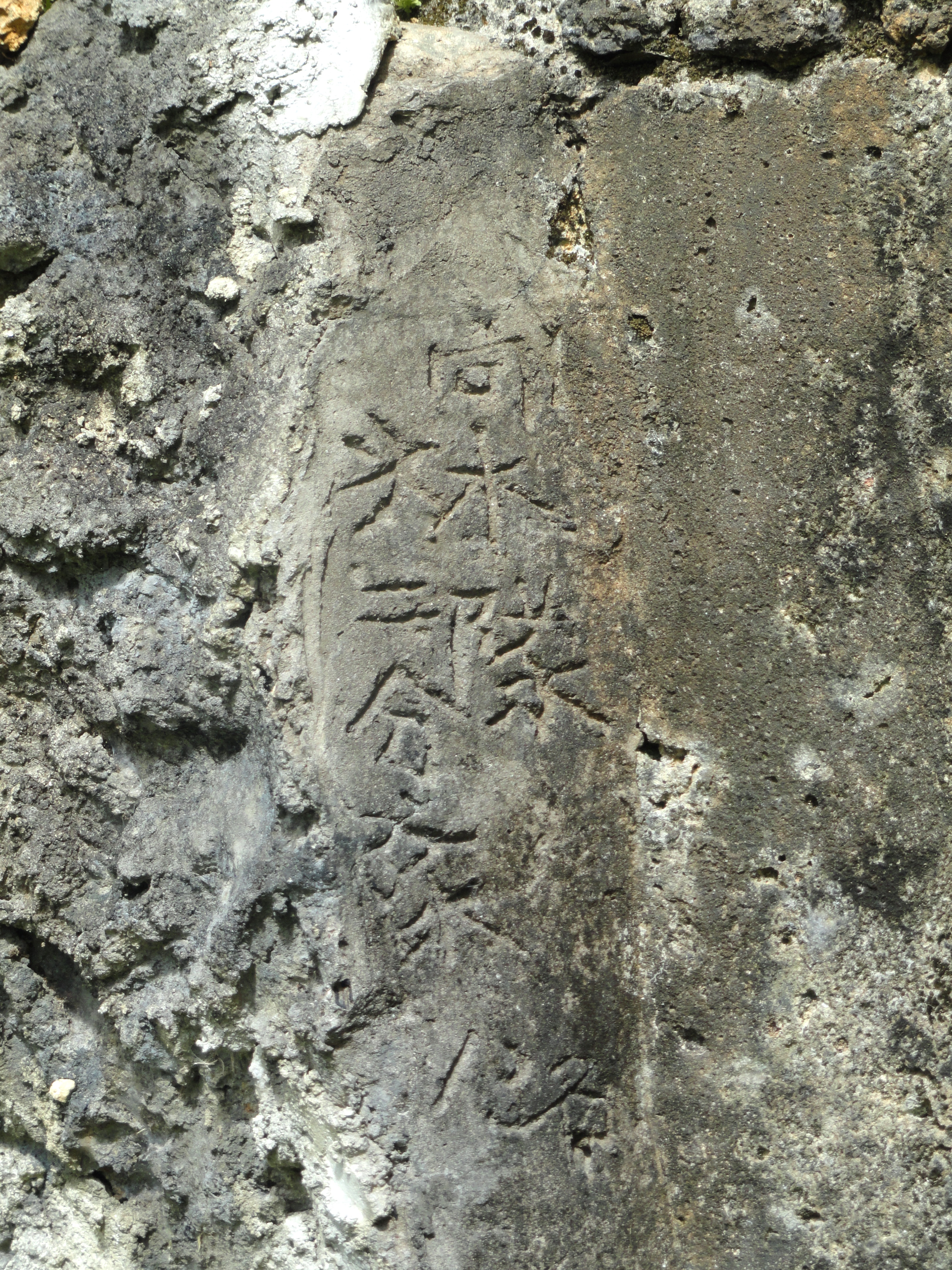
グアムの戦跡　ガン・ポイントに残されているトーチカに刻まれた「高木隊　第2分隊　13名」という文字

総攻撃を撃破したアメリカ軍は、翌日の26日朝から、マンガン山の日本軍残存部隊を攻撃、第48旅団重松潔旅団長以下司令部要員は自ら銃を取って戦ったが全滅し、重松旅団長も戦死した。
第31軍司令官小畑英良中将と第29師団長高品彪中将は、残存兵力を持って北部密林地帯での持久戦を決意し、各部隊へ持久戦移行の命令を出した。司令部のあった本田台より小畑中将が先に脱出したが、師団長の高品彪中将は28日に戦車数十両で本田台に攻めてきたアメリカ軍との戦闘に巻き込まれて戦死した。師団の指揮は小畑軍司令官が師団長代理として直卒したが、軍として組織的な作戦は困難となっていた。
小畑中将は北部撤退当初には約3,000名の兵士を掌握していた。
日本軍残存部隊は、ジャングル内を追撃してくるアメリカ軍相手によく遅滞戦術を行った。8月2日にはパリガタ（日本名　春田）地区で戦車十数両、歩兵200名のアメリカ軍を、歩兵第38連隊の第3歩兵砲中隊が迎撃し、戦車2両を撃破し歩兵100名を死傷させたが、馬場中隊長は戦死し、残った部隊はアメリカ戦車に肉弾攻撃を行った。翌3日には平塚方面に攻撃してきたアメリカ軍に残存砲兵で集中砲撃を加え、数両を撃破し、十数両を擱座させたが、アメリカ軍の反撃で砲兵は全滅している。。

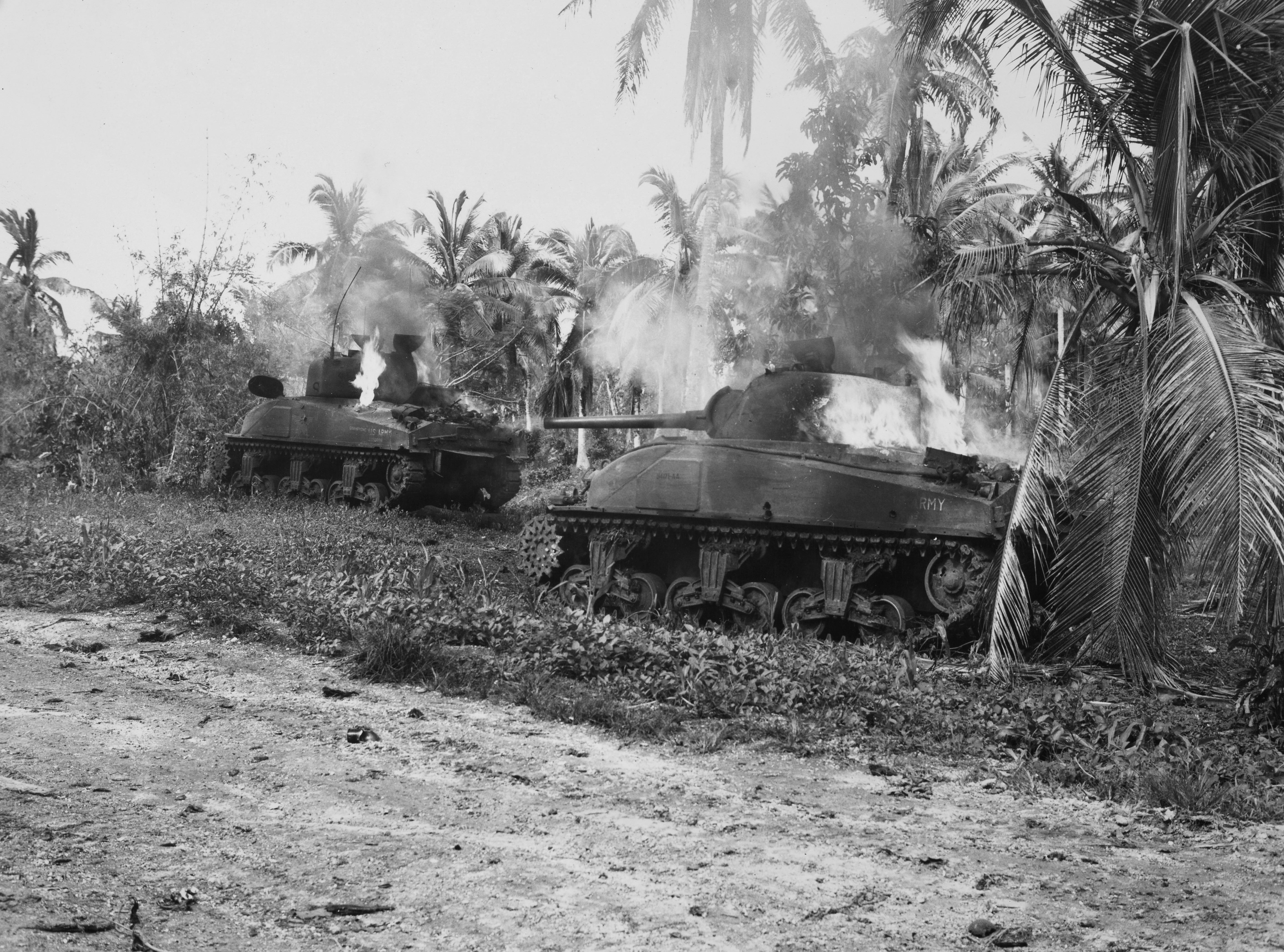
北部イゴ村付近で日本軍に撃破されたM4中戦車

8月7日には、アメリカ軍はグアム北部の要地イゴ村に進攻してきた。日本軍は残った2輌の95式軽戦車と速射砲と九八式二十粍高射機関砲などの兵器を集中して守りを固めており、アメリカ軍は2輌のM4戦車を撃破され、多数の死傷者を出したがイゴ村に突入した。その後も日本軍は3輌の95式軽戦車と歩兵がイゴ村に反撃してきて激戦となった。アメリカ軍は新兵器のバズーカと火炎放射器で戦車を攻撃しようとしたが、バズーカの威力を知っていた日本軍歩兵の激しい射撃で、アメリカ軍歩兵はバズーカを撃つこともままならなかった。そこでアメリカ軍歩兵が、軽機関銃を日本軍戦車の開口部に突っ込んで撃ちまくり、戦車兵全員を射殺して1輌の戦車を無力化した。またもう1輌も手榴弾で撃破すると、残る1輌と日本軍歩兵は撤退し、イゴ村はアメリカ軍に確保された。この日本軍の夜襲では日本兵は18名の遺体を残したが、アメリカ軍も18名の死傷者を被っており、損害は互角であった。
以上の様に日本軍は善戦はしていたが、死傷者も増加していった。また飢えや病気などで斃れる兵士も増えていた。アメリカ軍は次第に日本軍の防衛線を突破すると8月10日には第31軍司令部のある又木山に達したが、その際には小畑中将が掌握している戦力はわずか300名となっていた。これ以上の撤退は無理と察した小畑軍司令官は11日に最後の総攻撃を命令した。残存していた戦車10両は果敢にアメリカ軍戦車に戦車戦を挑むも、戦車の性能の差は大きく全両撃破された。もはや殆ど武器も持たない日本軍歩兵は銃剣突撃したが全滅し、小畑軍司令官と田村参謀長も自決、日本軍の組織的な抵抗は完全に終わった。
その後にアメリカ軍は北部に達し、島の完全占領を成し遂げたが、一部の生き残った日本兵は飛行場を襲撃したり、交通・通信網を遮断するなどのゲリラ戦を行って執拗に抵抗を行った。しかし、殆どの敗残兵はゲリラ戦というよりは日々生き延びることがせいぜいであり、密林内には食物はおろか飲み水すらまともになく、兵士たちは葉に付いた露で渇きを癒し、蛙やヤドカリまで口にして飢えを凌ぐ有様であった。
アメリカ軍は日本軍の敗残兵を軍用犬も活用し掃討を行った。グアム島では軍用犬が大規模に投入されており、350頭の軍用犬とハンドラー（調教師）90名が日本軍の狙撃兵探索や、洞窟や陣地の捜索や、伝令の任務を就いた。また、兵士が就寝中に日本軍の夜襲を警戒する任務も行い、兵士の安眠の手助けをしている。グアム戦中に死んだ軍用犬は25頭で負傷犬は20頭だった。
陣地構築の際の強制労働や占領時の収奪などで日本軍に恨みを抱いていた現地チャモロ人も掃討作戦に協力している。密林に潜んでいた日本兵は7,500名と推定されたが、捕虜となったのは合計で1,250名に過ぎず、他はアメリカ軍の掃討で戦死するか、自決したか、病気や飢えで亡くなった。それで最後の日本兵が降伏したのは終戦後の1945年9月4日の事であった。

## グアム戦の影響

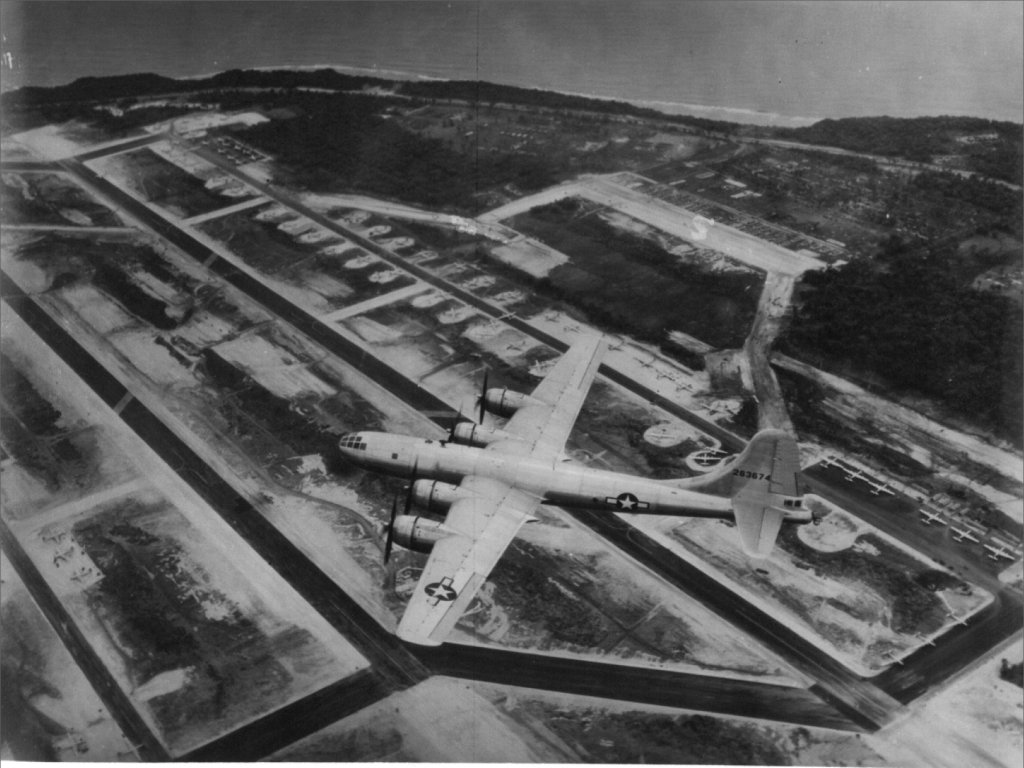
整備されたグアム島の飛行場上空を飛行するB-29

グアムの占領を成し遂げたアメリカ軍は、皮肉にも日本軍が設営し、ほとんど戦力とはならなかった飛行場を整備し、サイパン島等とともに日本本土への戦略爆撃の拠点とした。グアムやサイパンより飛び立ったB-29は、日本の多くの都市を灰燼に帰し、日本の継戦能力を奪っていった。この飛行場は、後にグアム国際空港となり、今日においてもグアムの空の玄関となっている。また、グアムはアメリカ陸海軍の前線基地となり、この後のフィリピン・硫黄島・沖縄攻略で重要な役割を果たした。以上のようにグアム島を含むマリアナ諸島の喪失が、大戦の行方を決定づけた。終戦後初の内閣総理大臣となる東久邇宮稔彦王は、この戦いの敗北で日本の敗北を察したという。
一方日本軍の方も、グアム戦などマリアナ諸島の戦いでのアメリカ軍上陸前に今までにない激しく効果的な艦砲射撃を浴び、陣地や兵員に甚大な損害を受けたこと、また、上陸後も水際撃滅策を軸とし堅牢な陣地構築を十分に行わず、突撃や夜襲を多用して早期に多くの戦力を失ってしまったといった教訓を大本営陸軍部の編纂した「戦訓特報」により全軍に通知した。この通知内容も十分とは言えなかったが、その戦訓を更に詳細に検証し、ペリリューの戦い・硫黄島の戦い・沖縄戦では徹底した陣地構築を行い、無用な突撃も禁止したことにより、アメリカ軍を大苦戦させている。
グアムでの戦いが終結した後、伊東正兵長、皆川文蔵伍長、横井庄一伍長ら数名の日本兵が終戦を知らずにジャングルに潜伏し続けていた。伊東兵長、皆川伍長は1960年（昭和35年）、横井伍長は1972年（昭和47年）にグアム島住民に発見され、保護された後に日本へ帰国している。

## グアム先住民チャモロ人の戦争被害について
昭和19年1月時点でグアム島には、先住民のチャモロ人24,000名（メキシコ・フィリピン・中国の混血を含む）、外国人33名、捕虜のアメリカ軍人家族113名と占領後に来島した人数も含めて一般邦人が455名居住していた。島民の大多数を占めるチャモロ人の多くが親米的であり、日本占領下に物資不足や生活困窮が酷くなる中で、その傾向が強くなっていった。またチャモロ人の子弟1,000名以上がアメリカ軍に従軍中という事も、チャモロ人の対日感情の悪化に大きく影響していた。
グアム島の防衛強化が進むにつれて、日本軍は陣地構築などにチャモロ人を多数を動員している。一部協力的なチャモロ人もいたが、多くは強制労働であった。しかしアメリカ軍の上陸の可能性が高まると、日本軍はチャモロ人の殆どとなる20,000名を、グアム島南東部マネンガンの収容所を初めとした5か所の収容所に送り込んだ。収容所に収容されたチャモロ人は一部で、多くが自発的に山地に避難したという意見もある。
収容所に収容した目的は、チャモロ人の反乱防止や、機密保持のための隔離や、戦闘地域からの避難等色々言われているが、日本軍の正式な意図は資料も残っておらず不明である。収容所には食糧も飲み水もまともになく、多くのチャモロ人が苦しめられたが、結果的にこれら収容所が日米の激戦地と離れた場所にあった為、大多数のチャモロ人の命を救う事となった。それでも戦闘に巻き込まれて亡くなったチャモロ人は数千名に上った。7月31日にアメリカ第77歩兵師団の第307連隊が収容所の内の一つであるアンナン収容所を占領し、2,000名のチャモロ人を解放した。マネンガンの収容所跡は現在平和公園となり、レリーフが設置されている。
アメリカ軍の侵攻が近づくと、夜になると島から発火信号が海上に向けて送られたり、海岸にアメリカ製のゴムボートが乗り捨てられているのを日本軍が発見し、島民がアメリカ軍へのスパイ行為を行っていると日本軍は疑いだした。神経過敏となっていた日本軍の一部は、ウマタッタのメリソで、スパイ容疑をかけたチャモロ人多数を壕に入れて、手りゅう弾を投げ込み殺害するという事件を起こしている。また、機密保持目的の虐殺事件も起こしており、その記念碑もグアム島に散在しているが、一説には日本軍に殺害されたチャモロ人は合計で700人と言われる。

## 参加兵力

### 日本軍

#### 陸軍

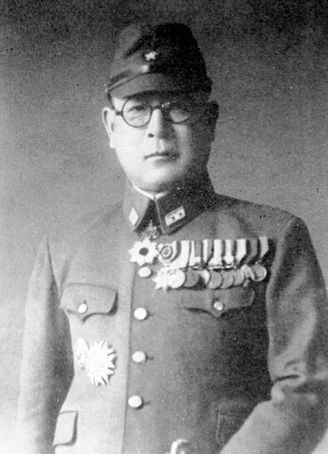
第29師団長高品彪中将

- 第31軍司令部（司令官：小畑英良中将）　兵員8名
  - 参謀長 田村儀富少将
    - 参謀　橋田精中佐
    - 参謀　塚本清彦少佐
    - 参謀　金重利久少佐

- 第29師団（師団長：高品彪中将）兵員　6,987名 
  - 歩兵第18連隊連隊長　大橋彦四郎大佐　
  - 第38連隊連隊長　末長常太郎大佐　
  - 師団直轄部隊　戦車隊　海上輸送隊　野戦病院

- 独立混成第48旅団（旅団長：重松潔少将） 兵員　2,800名
  - 歩兵第12連隊 歩兵第43連隊 歩兵第44連隊より抽出された歩兵6個大隊が基幹
  - 旅団砲兵隊 山砲兵第11連隊第3大隊

- 独立混成第10連隊（連隊長：片岡一郎中佐）兵員　1,668名 
  - 戦車第9連隊　第1中隊　第2中隊　兵員　500名
  - 第21野戦高射砲第52大隊　兵員　386名
    - 独立工兵第7連隊第2中隊　兵員　170名
    - 船舶工兵第16連隊第2中隊　兵員　236名
    - 第60碇泊場司令部大宮島支部　兵員　10名
    - 第31軍無線小隊　兵員14名
    - 独立自動車第265中隊　兵員183名
    - 第31軍築城班　兵員　46名
    - 南洋憲兵隊大宮島分遣隊　兵員　5名

#### 海軍
- 第54警備隊（司令官：杉本豊大佐）　海軍部隊合計　兵員7,995名
  - 第217設営隊　第218設営隊
  - 第60防空隊
  - 第30工作隊
  - 気象班　他管理部隊

#### 海軍航空部隊
但し航空機はアメリカ軍上陸前に全機損失、生存搭乗員や整備員等が地上戦闘に参加
- 第321航空隊
- 第521航空隊
- 第755航空隊
- 第263航空隊

#### 日本軍の火砲
- 陸上　
  - 10糎以上　10門　
  - 野山砲級　40門
  - 速射砲　　33門
  - 迫撃砲　　18門
  - 高射砲　　10門
- 海岸砲
  - 20糎級　　19門
  - 12糎以上　30門
- 戦車
  - 九七式中戦車 　11両
  - 九五式軽戦車 　29両

### アメリカ軍

#### 陸上部隊

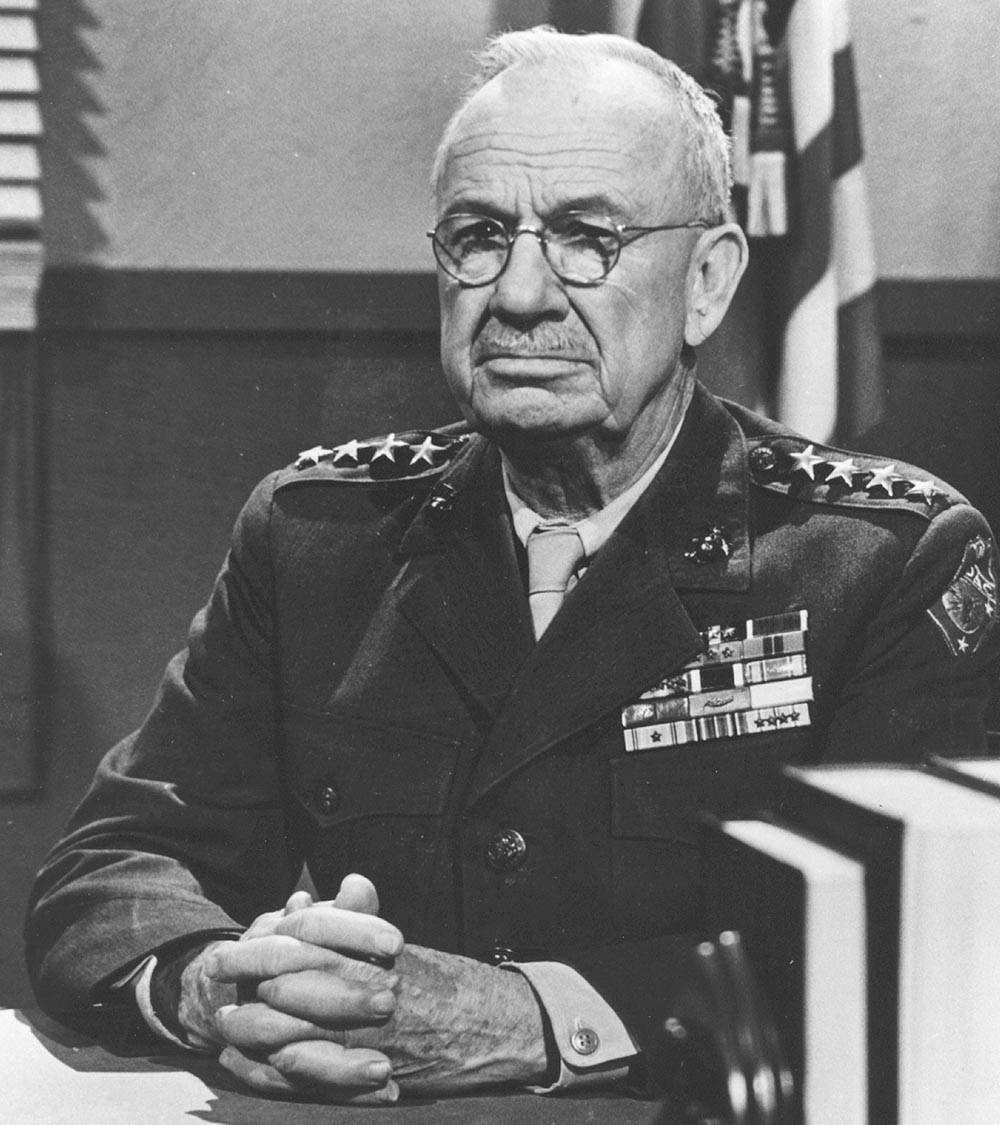
アメリカ上陸軍総司令官　ホーランド・スミス中将

- 上陸軍総司令部（司令官：ホーランド・スミス中将）
- 第3水陸両用部隊（司令官：ロイ・ガイガー中将）
  - 第3海兵師団
    - 第3海兵連隊
    - 第9海兵連隊
    - 第21海兵連隊
    - 第12海兵連隊
    - 第19海兵連隊
    - 師団戦車隊
    - 師団砲兵（155mm野砲）

  - 第1臨時海兵旅団　
    - 第4海兵連隊
    - 第22海兵連隊
    - 旅団砲兵

  - 第77歩兵師団
    - 第305歩兵連隊
    - 第306歩兵連隊
    - 第307歩兵連隊
    - 第305野砲大隊
    - 第902野砲大隊
    - 第706戦車大隊

#### 海軍

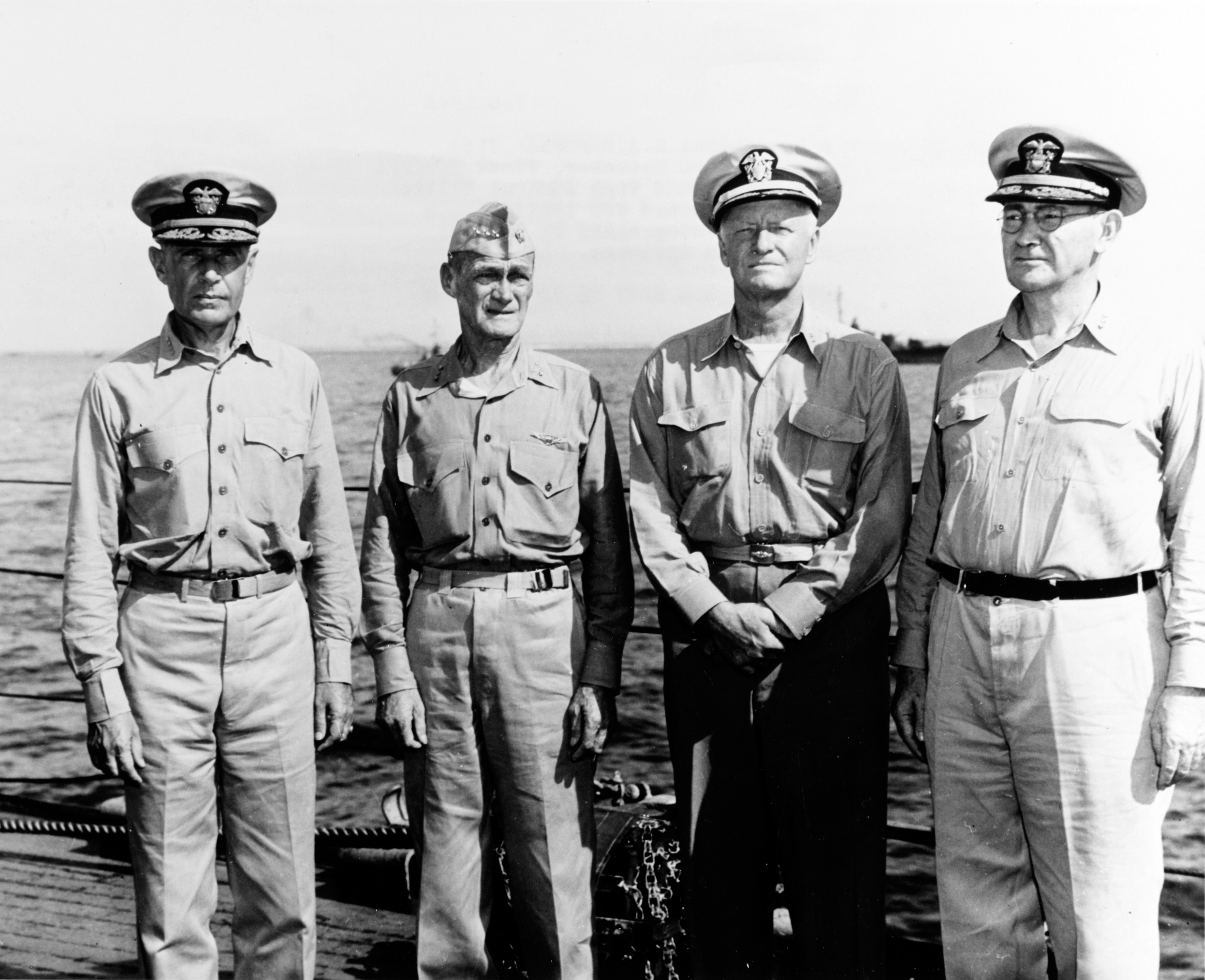
アメリカ海軍司令官たち。左からスプルーアンス、ミッチャー、ニミッツ、ウィリス・A・リー

- 第5艦隊（司令官：レイモンド・スプルーアンス大将）
- 第58任務部隊（司令官：マーク・ミッチャー中将）
  - 戦艦　11隻
  - 正規空母　7隻
  - 軽空母　6隻
  - 護衛空母　11隻
  - 巡洋艦　24隻
  - 駆逐艦　152隻
  - 他多数

## 史跡

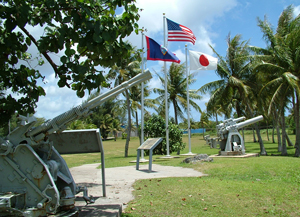
太平洋戦争国立歴史公園

グアム島には国立の施設も含めて多数の戦争関連施設や戦争遺構があるが主なものを挙げる。今日でも戦跡巡りのツアーが多く行われており、グアム島観光の定番メニューとなっている。また、これ以外にも、ビーチやジャングルの中に多くの戦跡が残っている。
- 南太平洋戦没者慰霊公園
- 太平洋戦争国立歴史公園（英語版）
- ガーン・ポイント・ビーチパーク
- 太平洋戦争博物館（民間の博物館）
- アサン湾太平洋戦争国立公園
- 横井ケイブ